# Vila Real (Olivença)

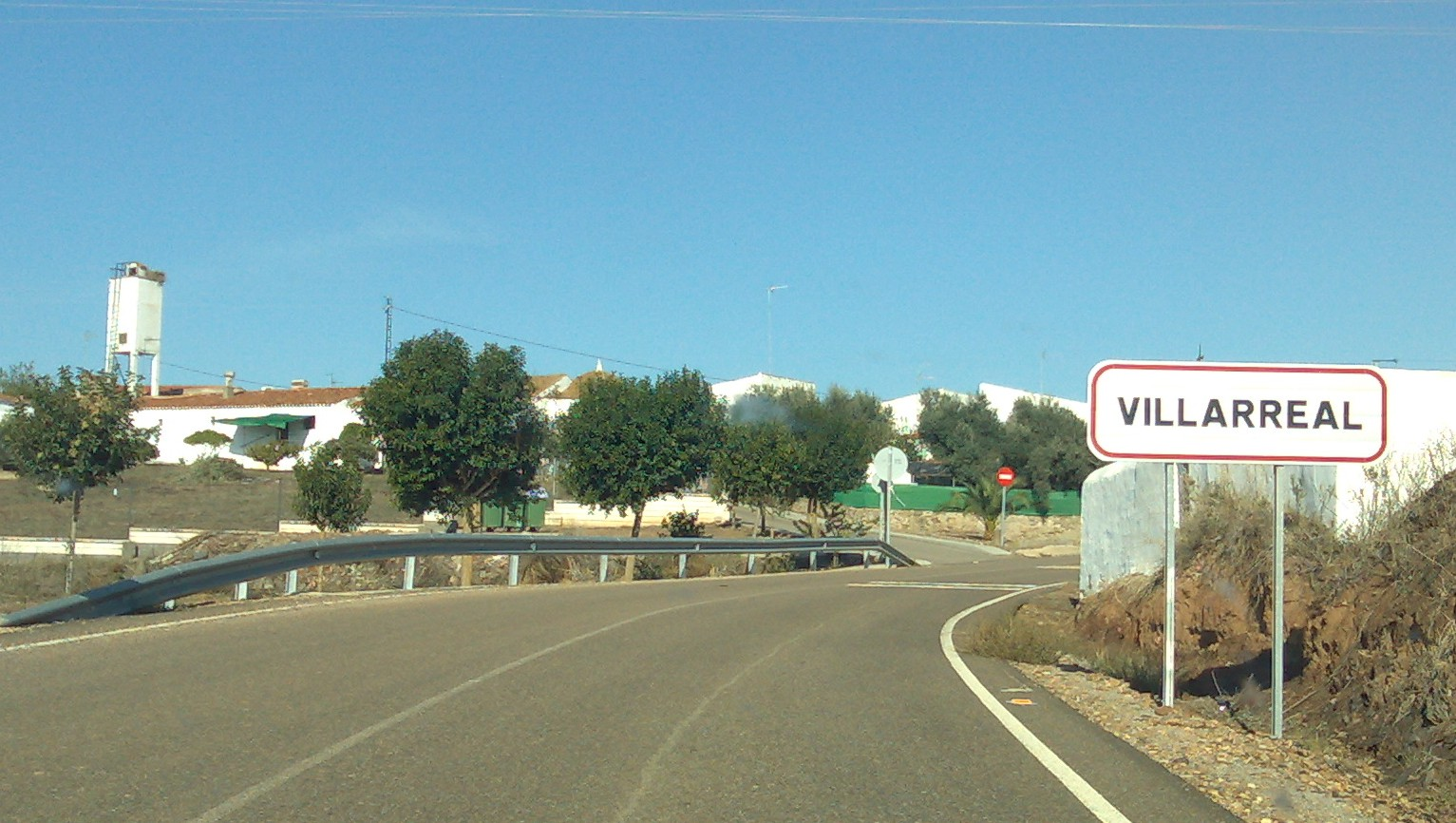
Vila Real, vista geral

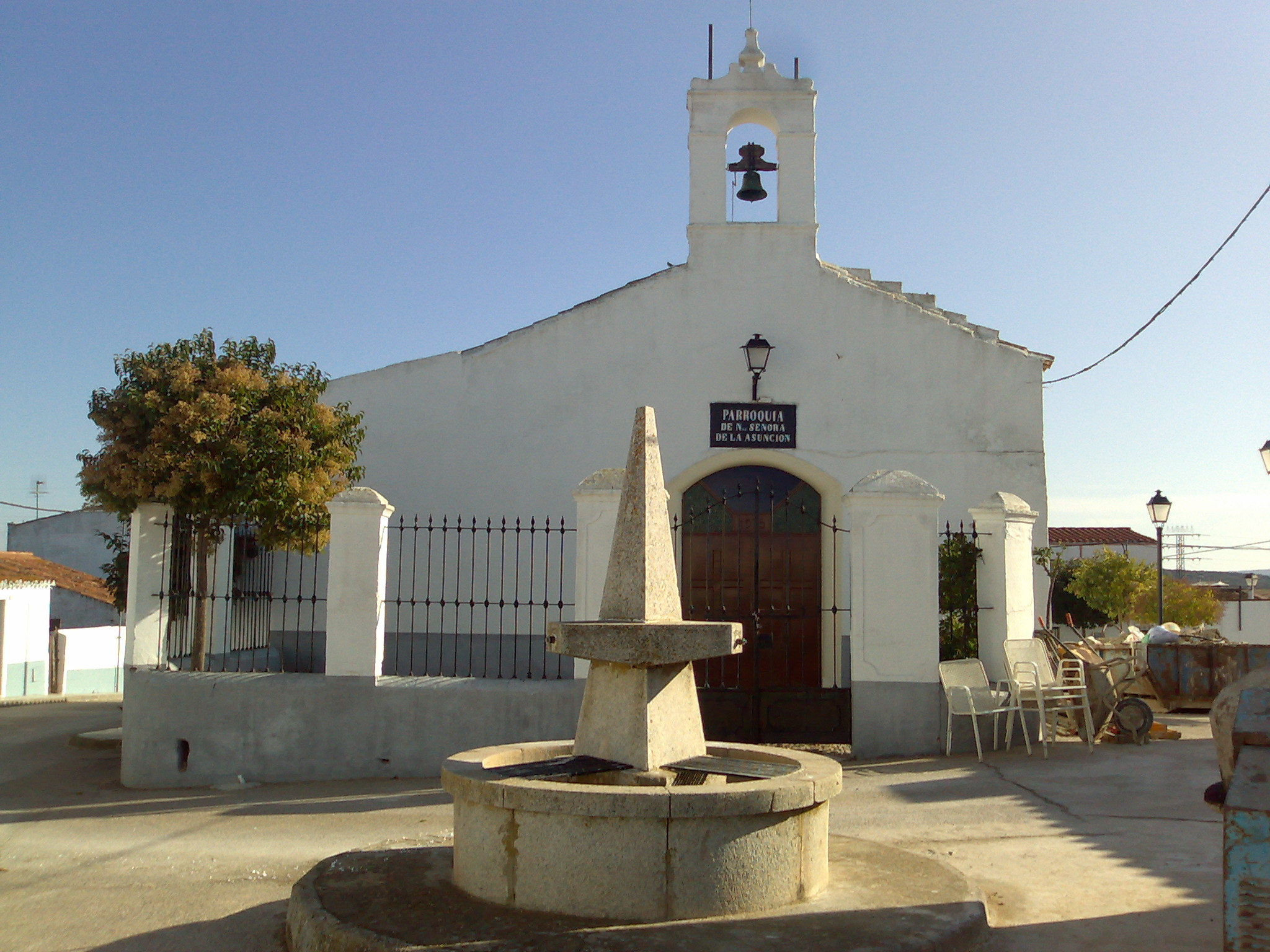
Igreja de Nossa Senhora da Assunção

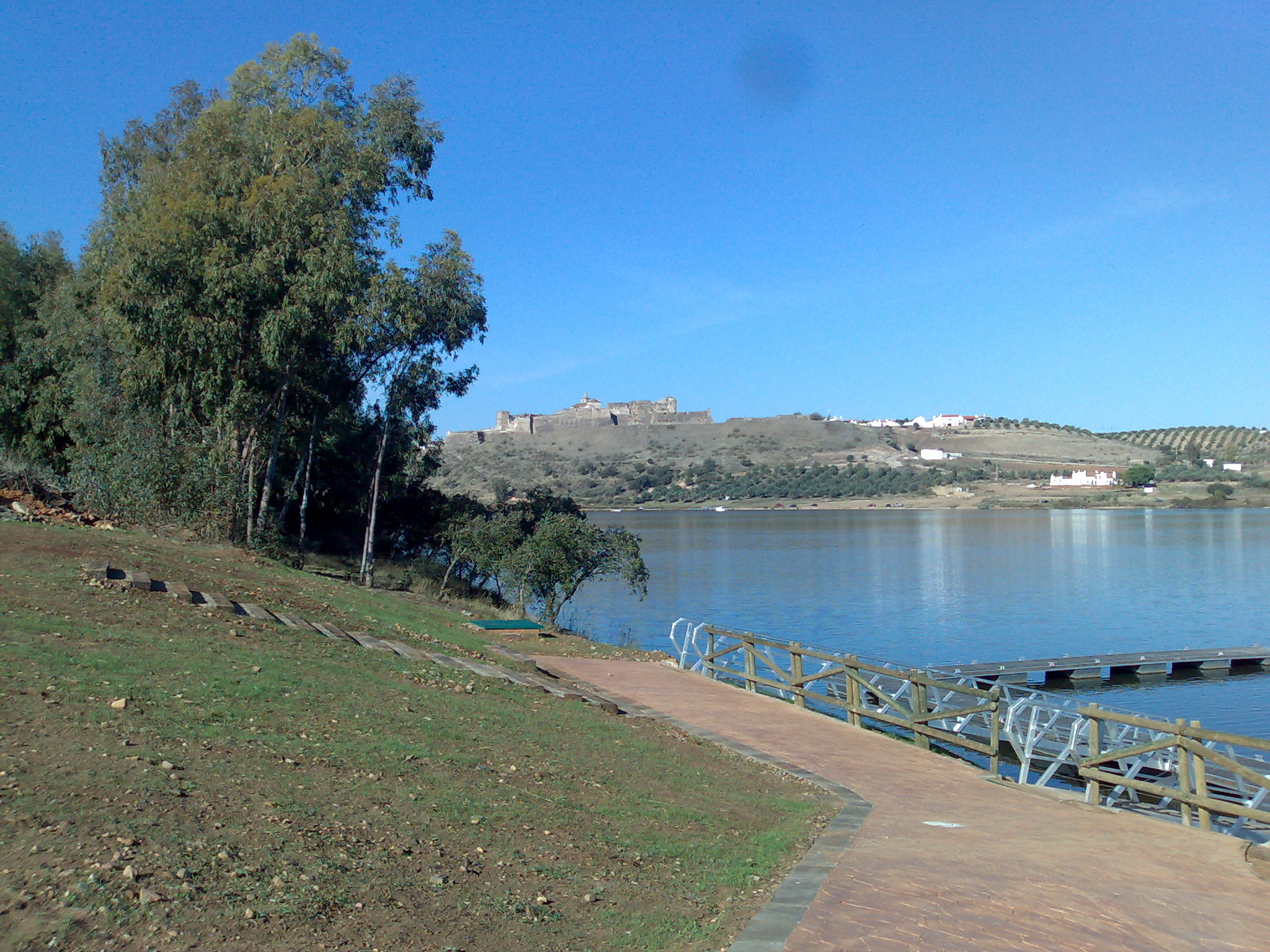
Embarcadouro com vista para Juromenha

Vila Real (em espanhol, Villarreal) ou Nossa Senhora de Vila Real é uma aldeia situada sobre o rio Guadiana, em frente às povoações fortificadas de Juromenha e Alandroal. A sua soberania é disputada entre Portugal e Espanha. Historicamente pertencia não ao município de Olivença, mas sim a Juromenha, e se chamava Aldeia da Ribeira. Com a usurpação de Olivença, até à margem do grande rio, a povoação foi igualmente anexada por Espanha, tendo sido incorporada no município de Olivença.
Possui cerca de 87 habitantes, de acordo com dados de 2007, encontrando-se a 12 km de Olivença.

## História
No século XIII, o rei português D. Sancho I outorgou o mestrado de Nossa Senhora de Vila Real à Ordem de Avis, na pessoa de um dos seus primeiros mestres, D. Gonçalo Viegas.
Em 1708, as duas paróquias que então constituíam a vila, Curado e São Brás, dispunham ainda de um capelão da Ordem de Avis.
No início do século XVIII, a vila possuía cerca de 200 habitantes.

## Património
A paróquia de Vila Real é dedicada a Nossa Senhora da Assunção. O templo é uma construção caiada de reduzidas proporções e arquitectura simples, semelhante igualmente a uma ermida. Planta rectangular, abobadada, cabeceira rectangular e cupulada, sacristia e capela baptismal anexa. Na estrada de acesso localiza-se a ermida de Sant’Ana, de modesta fábrica, rural.
Junto ao rio Guadiana, possui um moderno embarcadouro para barcos pequenos.

## Galeria

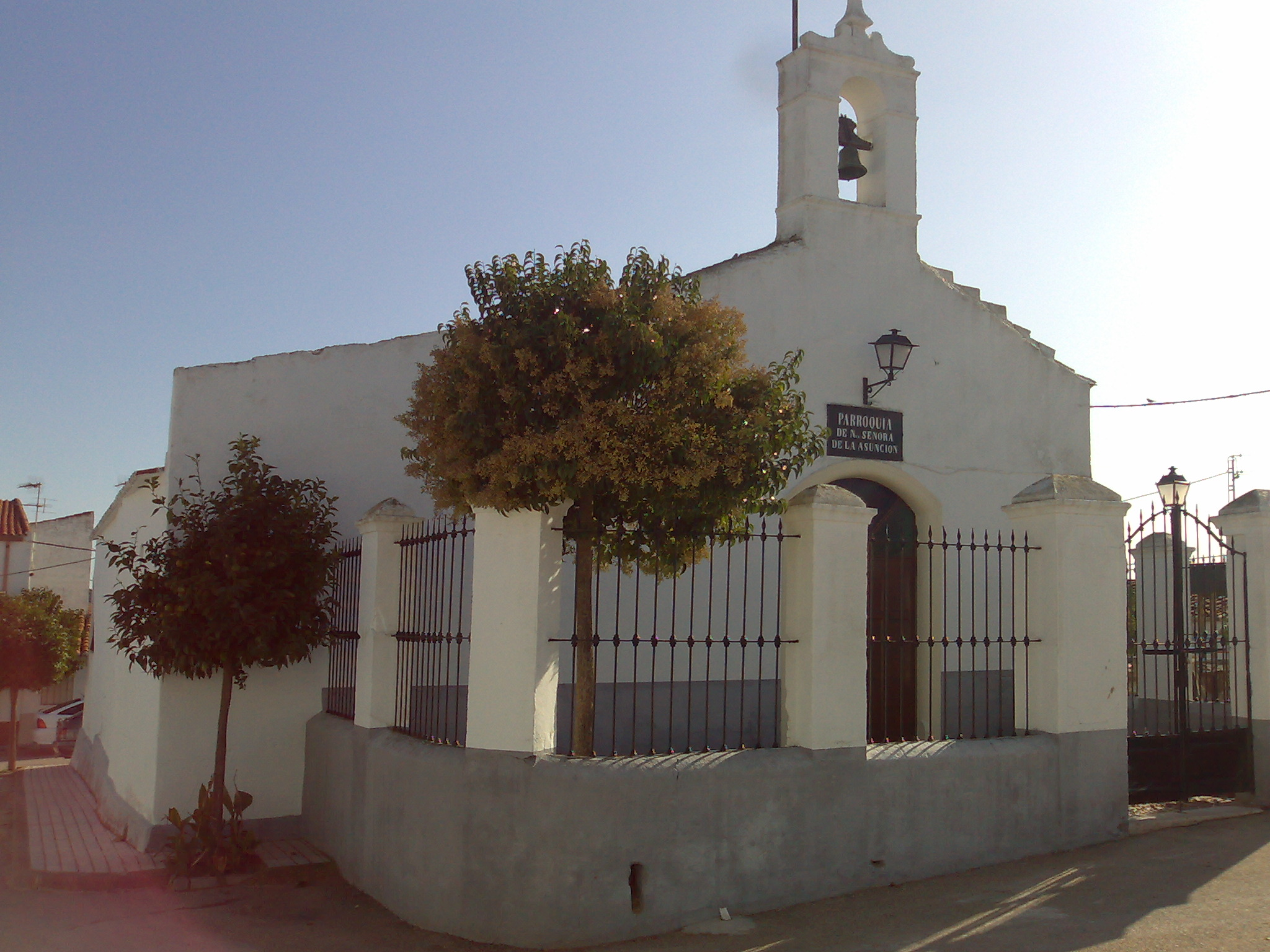
Igreja
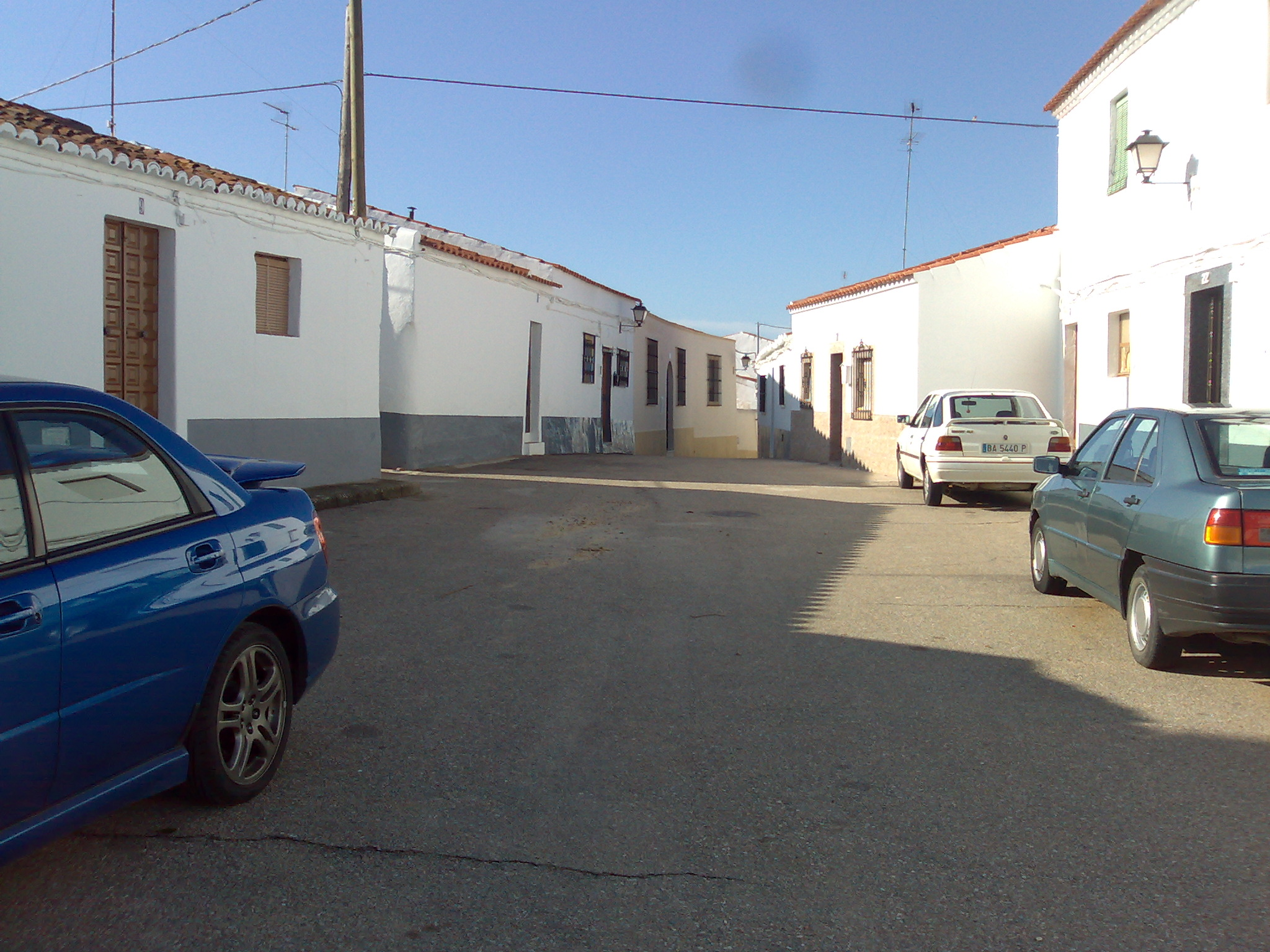
Rua principal
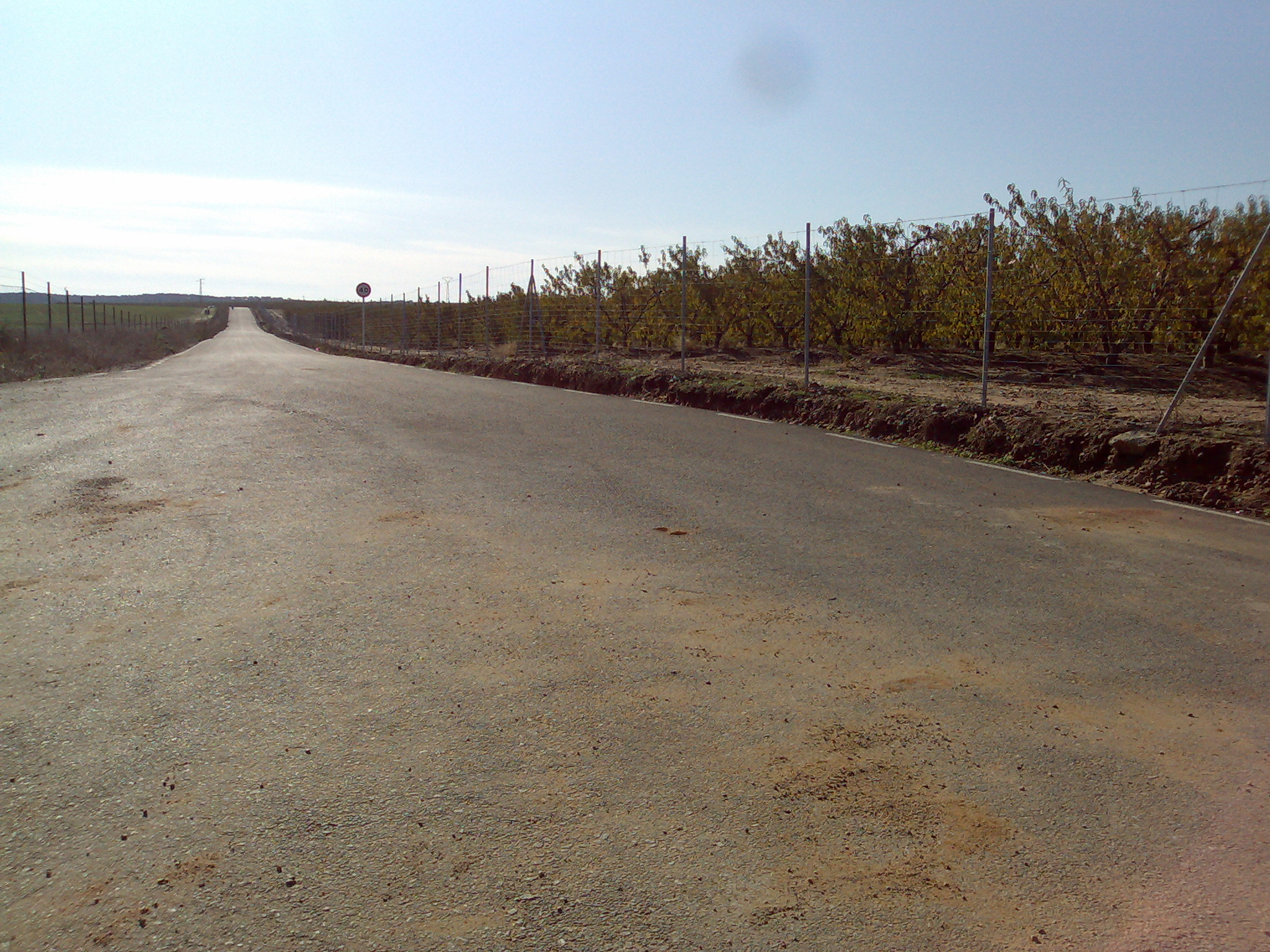
Paisagem rural